# Géographie de la Thaïlande
La Thaïlande est localisée en Asie du Sud-Est au bord de la mer d'Andaman et du golfe de Thaïlande au sud-est de la Birmanie. Sa situation centrale, contrôlant la seule route terrestre vers la Malaisie et Singapour, a largement influencé son développement et son histoire.

## Géographie physique

### Topographie
Le relief de la Thaïlande est caractérisé par de hautes montagnes, une plaine centrale et un haut plateau. Les montagnes couvrent la plus grande partie du nord du pays et longent la frontière birmane à travers l’isthme de Kra et la péninsule Malaise. La plaine du centre constitue le bassin du Ménam Chao Phraya et de ses affluents, qui se jette dans la baie de Bangkok, au nord du golfe de Thaïlande. À lui seul, le Chao Phraya draine un tiers du territoire thaïlandais. Au nord-est, le Mun draine le plateau du Khorat avant de se jeter dans le Mékong. À eux deux, les systèmes du Chao Phraya et du Mékong constituent la base de l’économie agricole du pays en fournissant des terres gorgées d’eau, propices à la riziculture, ainsi que des voies navigables permettant le transport de personnes comme de marchandises.

### Géologie et ressources
Le sous sol contient : Étain, gaz naturel, tungstène, tantale, plomb, gypse, lignite, fluorine.
Bois, caoutchouc et poissons sont également des ressources exploitées.

### Climat

Carte de la Thaïlande de la classification climatique de Köppen.

Le climat de la Thaïlande est tropical dominé par la mousson. Les températures varient de 19° à 38 °C en moyenne. La mousson de sud-ouest, qui s’installe entre mai et juin, annonce le début de la saison des pluies, qui dure jusqu’en octobre. La saison sèche est plus courte au sud en raison de la proximité de la mer. Les précipitations varient sensiblement d’une région à l’autre selon la latitude et le relief, mais les zones désertiques sont exceptionnelles. Le nord-est, avec une saison sèche plus longue et surtout un sol de latérite qui ne retient guère l’eau, a un potentiel agricole plus limité que le reste du pays.
Le climat de la Thaïlande est influencé par les vents de mousson qui ont un caractère saisonnier (mousson du sud-ouest et du nord-est). La majeure partie du pays est classée comme climat de savane tropicale de Köppen . La majorité du sud ainsi que la pointe orientale de l'est ont un climat tropical de mousson . Certaines parties du sud ont également un climat de forêt tropicale humide .
Une année en Thaïlande est divisée en trois saisons.  
- La première est la saison des pluies ou de la mousson du sud-ouest (de la mi-mai à la mi-octobre), provoquée par le vent du sud-ouest venant de l' océan Indien. Les précipitations proviennent également de la zone de convergence intertropicale (ITCZ) et des cyclones tropicaux, août et septembre étant la période la plus humide de l'année. Le pays reçoit une pluviométrie annuelle moyenne de 1 200 à 1 600 mm.
- L'hiver ou la mousson du nord-est se produit de la mi-octobre à la mi-février. La majeure partie de la Thaïlande connaît un temps sec avec des températures douces.
- L'été ou la saison pré-mousson s'étend de la mi-février à la mi-mai. En raison de leur position à l'intérieur des terres et de leur latitude, les régions du nord, du nord-est, du centre et de l'est de la Thaïlande connaissent une longue période de temps chaud, où les températures peuvent atteindre jusqu'à 40 °C de mars à mai,  contrairement à des températures proches ou inférieures à 0 °C dans certaines régions en hiver. Le sud de la Thaïlande se caractérise par un temps doux toute l'année avec moins de variations diurnes et saisonnières des températures dues aux influences maritimes.  Il reçoit des précipitations abondantes, particulièrement d'octobre à novembre.

La Thaïlande fait partie des dix pays au monde les plus exposés au changement climatique. Il est notamment très vulnérable à la montée du niveau de la mer et aux phénomènes météorologiques extrêmes. 

## Environnement

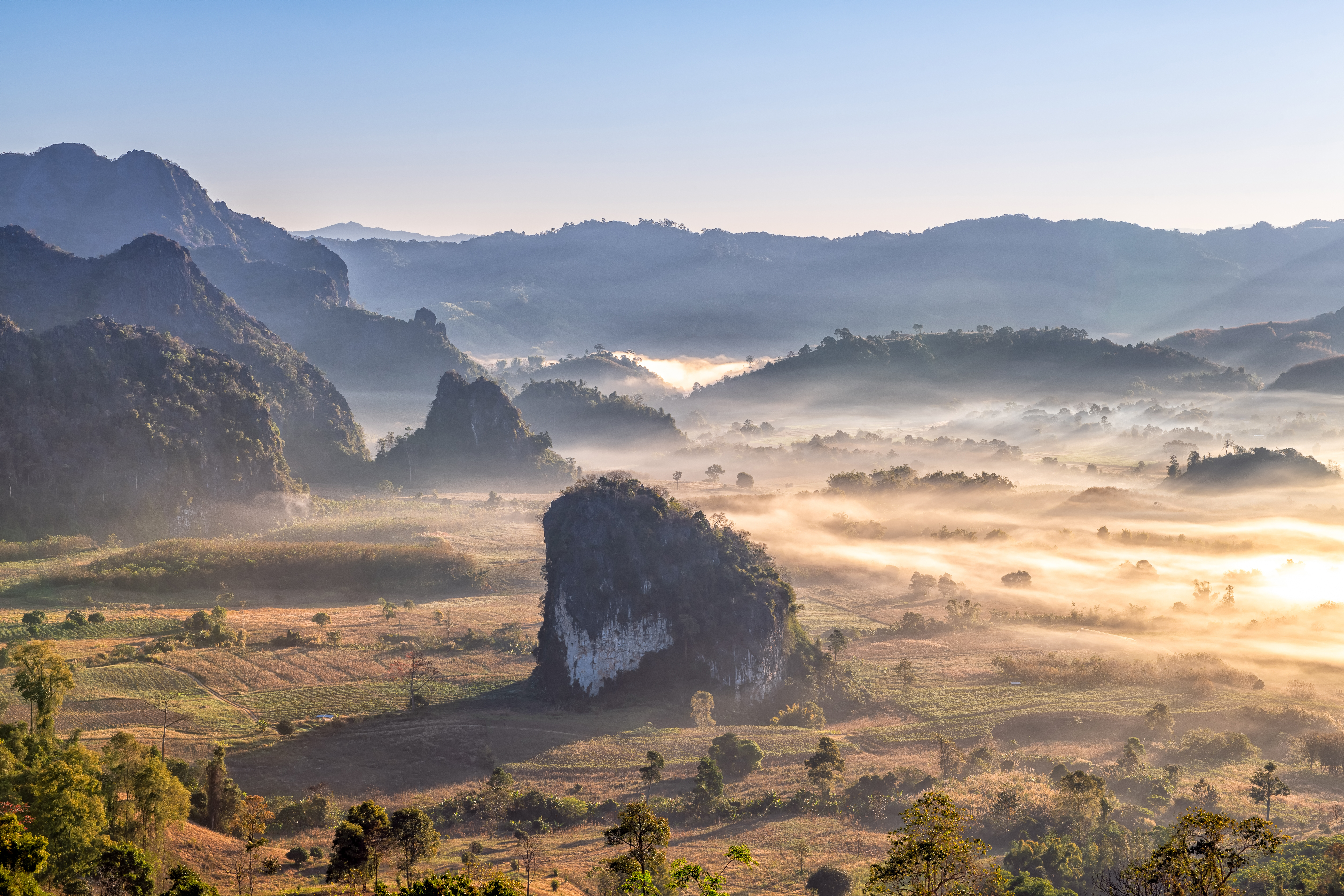
Matin dans le อุทยานแห่งชาติถ้ำสะเกิน(parc national de Tham Sakoen) en province de Phayao et province de Nan en Thaïlande...

Problèmes environnementaux : déforestation, érosion, pollution de l’eau par l’industrie, plusieurs espèces animales en danger à cause du braconnage.
Traités internationaux sur l’environnement :
- partie à : changements climatiques, espèces en danger, préservation de la vie marine, interdiction des essais nucléaires, protection de la couche d’ozone, bois tropical 83, bois tropical 94, zones humides
- signés, mais non ratifié : biodiversité, changements climatiques, droit de la mer.

Impacts sur l'agriculture :
L'imprévisibilité des précipitations, des changements de températures et bien d’autres faits néfastes vont s’intensifier dans les années à venir. Ce qui veut dire que la Thaïlande devra faire face à des sècheresses en plein milieu de la saison des pluies ce qui aura pour conséquences l’endommagement des jeunes plants et l’inondation des rizières. Il est donc impératif pour la Thaïlande de s’adapter au plus vite à ces changements pour protéger d’une part sa population et d’autre part, si elle le souhaite, garder le monopole sur l’exportation du riz et ne pas subir des pertes importantes. Ce qui aurait finalement un impact énorme sur l’économie du pays. Notamment avec la fluctuation du prix du riz, dû aux incertitudes, ce qui empêche les paysans d’augmenter leurs revenus.

## Géographie humaine

### Division administrative
Voir aussi : Régions de Thaïlande
La Thaïlande est un État unitaire ; les services administratifs du pouvoir exécutif sont divisés en trois niveaux par la loi sur l'organisation du gouvernement national, BE 2534 (1991) : central, provincial et local. La Thaïlande est composée de 76 provinces ( จังหวัด , changwat),  qui sont des divisions administratives de premier niveau.
Il existe également deux districts spécialement gouvernés : la capitale Bangkok et Pattaya . Bangkok est au niveau provincial et est donc souvent considérée comme une province.
Chaque province est divisée en districts ( อำเภอ , amphoe) et les districts sont ensuite divisés en sous-districts ( ตำบล , tambons). Le nom de la capitale de chaque province ( เมือง , mueang) est le même que celui de la province. Par exemple, la capitale de la province de Chiang Mai ( Changwat Chiang Mai ) est Mueang Chiang Mai ou Chiang Mai . Tous les gouverneurs de province et chefs de district, qui sont respectivement administrateurs des provinces et des districts, sont nommés par le gouvernement central.  Les provinces thaïlandaises sont parfois regroupées en quatre à six régions, selon la source.

### Transport
Le pays est desservi par son réseau ferré national.

### Energie
En 2014, 75 % de la production électrique thaïlandaise était alimentée au gaz naturel. Les centrales électriques au charbon produisent 20 % supplémentaires de l'électricité, le reste provenant de la biomasse, de l'hydroélectricité et du biogaz.
La Thaïlande produit environ un tiers du pétrole qu’elle consomme. C'est le deuxième importateur de pétrole en Asie du Sud-Est. La Thaïlande est un grand producteur de gaz naturel, avec des réserves d'au moins 3 000 milliards de m³. Après l’Indonésie, c’est le plus grand producteur de charbon d’Asie du Sud-Est, mais il doit importer davantage de charbon pour répondre à la demande intérieure.

## Langue

Carte ethnolinguistique de la Thaïlande

La langue officielle de la Thaïlande est le thaï, une langue Kra-Dai étroitement liée au Lao, au Shan au Myanmar et à de nombreuses langues moins répandues, parlées dans un arc allant du Hainan et du Yunnan au sud jusqu'à la frontière chinoise. C'est la langue principale de l'éducation et du gouvernement et elle est parlée dans tout le pays. La norme est basée sur le dialecte du peuple thaïlandais central et est écrite dans l'alphabet thaïlandais, une écriture abugida issue de l'alphabet khmer. Soixante-deux langues ont été reconnues par le gouvernement royal thaïlandais. Aux fins du recensement national, il existe quatre dialectes du thaï : ceux-ci coïncident en partie avec des désignations régionales, telles que Thaïlande du Sud et Thaïlande du Nord.
La plus grande des langues minoritaires de Thaïlande est le dialecte laotien de l'Isan, parlé dans les provinces du nord-est. Dans l'extrême sud, le malais Kelantan-Pattani est la langue principale des musulmans malais.
Des variétés de chinois sont également parlées par l'importante population chinoise thaïlandaise, le dialecte Teochew étant le mieux représenté. De nombreuses langues tribales sont également parlées, notamment de nombreuses langues austroasiatiques telles que le môn, le khmer, le viet, le mlabri et l'aslien ; les langues austronésiennes telles que le Cham, le Moken et l'Urak Lawoi' ; les langues sino-tibétaines comme le Lawa, l'Akha et le Karen ; et d'autres langues Tai telles que le Tai Yo, le Phu Thai et le Saek. Le hmong fait partie des langues hmong-mien, qui sont désormais considérées comme une famille linguistique à part entière.